# Вкус ночи
«Вкус ночи» (нем. Wir sind die Nacht) — фильм ужасов немецкого режиссёра Денниса Ганзеля, мировая премьера которого состоялась 7 октября 2010 года. В России фильм демонстрируется с 7 апреля 2011 года.

## Сюжет
Родом из бедной семьи, уличная воровка Лина однажды попадает на закрытую ночную вечеринку, где знакомится с красавицей Луизой. Как оказалось, Луиза — вампирша. Новая подруга обращает Лину. Девушка знакомится с двумя другими подругами Луизы — весёлой Норой и молчаливой Шарлоттой. Лина окунается в мир кровавых ночных развлечений. Но веселье не может продолжаться долго, так как по кровавому следу вампиров идёт полиция во главе со знакомым из прошлой жизни Лины, Томом.

## В ролях
| Персонаж            | Актёр            | В русском дубляже |
| ------------------- | ---------------- | ----------------- |
| Лина                | Каролина Херфурт | Александра Тюфтей |
| Луиза               | Нина Хосс        | Наталья Сапецкая  |
| Шарлотта            | Дженнифер Ульрих | Анна Котова       |
| Нора                | Анна Фишер       | Алла Фомичева     |
| комиссар Том Сернер | Макс Римельт     | Григорий Калинин  |
| Вася                | Валера Канищев   | Илья Барабанов    |
| фрау Спуси          | Дороти Киршнер   |                   |
| комиссар Луммер     | Арвед Бирнбаум   | Анатолий Хропов   |

## Критика
Задуманный режиссёром Деннисом Ганзелем в возрасте 23 лет, фильм вполне соответствует юношеским представлениям о вампирской истории. Не вызывающий особых чувств страха или романтических переживаний, фильм воспроизводит массу устоявшихся клише о вампирах, и не может сравниться с богатыми по стилистике «Голодом» или «Интервью с вампиром». Образ стервозной предводительницы вампирш Луизы, лесбийские наклонности, с одерживающим над ними победу «мачо», склоки между женщинами, — всё это относит фильм к разряду юношеских фильмов наподобие классического Королева космоса.

## Интересные факты
Для съёмок этого фильма было изготовлено 30 литров искусственной крови.

## Саундтрек
| №                   | Название                   | Музыка                   | Примечание                       | Длительность |
| ------------------- | -------------------------- | ------------------------ | -------------------------------- | ------------ |
| 1.                  | «Self-fulfilling Prophecy» | Scala & Kolacny Brothers |                                  | 5:19         |
| 2.                  | «In Our Eyes»              | Moonbootica              | Antohny Mills Soundtrack Version | 4:07         |
| 3.                  | «Wir sind die Nacht»       | Covenant                 |                                  | 3:45         |
| 4.                  | «Charlotte’s Death»        | Heiko Maile              | Score                            | 1:27         |
| 5.                  | «Nightlife»                | IAMX                     |                                  | 4:59         |
| 6.                  | «Lena’s Metamorphosis»     | Heiko Maile              | Score                            | 3:22         |
| 7.                  | «Cold Song»                | Klaus Nomi               |                                  | 4:03         |
| 8.                  | «Escape From The Hotel»    | Heiko Maile              | Score                            | 7:08         |
| 9.                  | «Dumpfe Träume»            | Xenia Beliayeva          |                                  | 3:10         |
| 10.                 | «Miserable Girl»           | Soulwax                  |                                  | 4:12         |
| 11.                 | «Tief in der Nacht»        | Dj Valero                |                                  | 5:29         |
| 12.                 | «IERS»                     | Dirk Blümlein Terzett    |                                  | 4:30         |
| 13.                 | «Land Of The Free»         | Warren Suicide           |                                  | 4:36         |
| 14.                 | «Farewell My Child»        | Heiko Maile              | Score                            | 1:48         |
| 15.                 | «Pretty When You Cry»      | VAST                     |                                  | 3:50         |
| 16.                 | «Russian Whorehouse»       | Heiko Maile              | Score                            | 5:36         |
| 17.                 | «Big And Bad»              | Gabriel Le Mar           |                                  | 4:09         |
| Общая длительность: | Общая длительность:        | Общая длительность:      | Общая длительность:              | 71:38        |